# Uiboa
Uiboa is een bestuurslaag in het regentschap Kupang van de provincie Oost-Nusa Tenggara, Indonesië. Uiboa telt 766 inwoners (volkstelling 2010).